# هضبة إنيدي

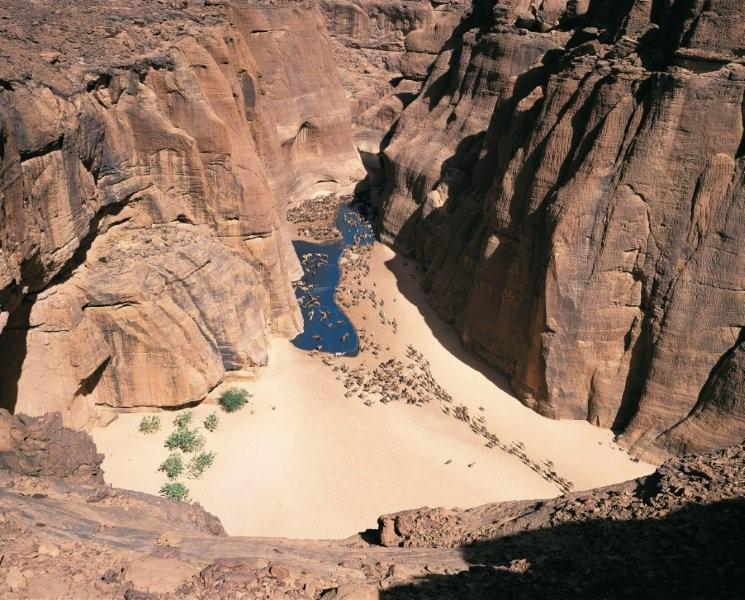
صورة لهضبة اينيدي.

هضبة إنيدي (بالإنجليزية: Ennedi Plateau)‏ هي هضبة صحراوية تقع في شمال شرق تشاد، وتتميز الهضبة بتضاريسها الوعرة والسلاسل الجبلية والحرارة المرتفعة والجفاف والتصحر وندرة العشب والحيوانات ماعدا السحليات والأفاعي والعقارب. وتوجد فيها قلتة آرشي التي ترعى فيها الجمال السائبة، وتعتبر هذه الهضبة ملجأ للجماعات المتمردة ومهربي المخدرات.